# Madeline Juno Acoustic Tour 2023
Bei der Acoustic Tour 2023 handelt es sich um die achte eigenständige Tournee der deutschen Singer-Songwriterin Madeline Juno.

## Hintergrund
Die Acoustic Tour 2023 war die zehnte Konzertreihe – die achte als Headliner – von Madeline Juno. Es handelte sich hierbei um eine Akustiktournee, die Juno und ihre Band im Zeitraum vom 21. Oktober bis zum 3. November 2023 durch elf deutsche Städte führte. Nachdem Juno bereits im Jahr 2019 eine kleinere Tour in akustischer Darbietung präsentierte, war dies ihre zweite vollständige Akustiktour. Erstmals angekündigt wurde die Tour am 1. Juni 2023, noch vor ihren vorangegangenen Sommer, Sonne, Festivals 2023. Zeitgleich mit der Ankündigung ging der Kartenvorverkauf einher.
Diese Tour sollte auch dazu dienen, Konzerte in Städten zu spielen, in denen Juno zuvor noch nicht gastierte. So spielte sie ihre ersten Konzerte in Augsburg, Bielefeld, Cottbus, Regensburg, Rostock und Schweinfurt. In den Städten Bochum, Freiburg im Breisgau, Friedrichshafen und Magdeburg spielte Juno zum zweiten Mal in ihrer Karriere, in Kaiserslautern bereits zum dritten Mal. Mit Ausnahme von Magdeburg spielte sie zuvor auch in den Klubs dieser Tour, so spielte sie je ihre zweiten Auftritte im Jazzhaus Freiburg, der Kulturhaus Caserne sowie der Zeche Bochum und zum dritten Mal im Kulturzentrum Kammgarn. Als Tourneeveranstalter konnte man das Hamburger Unternehmen Neuland Concerts für sich gewinnen.
Das Bühnenbild bestand lediglich aus einem großen Transparent im Hintergrund, auf dem ein Wald im Nebel sowie ihr Kürzel „M/J“ zu sehen waren. Darüber hinaus wurde die Bühne mit Kerzen, Laternen, Lichterketten, einen mit Efeu umrankten Mikrofonständer sowie weiteren schwarz und weißen Transpartenen dekoriert. Juno selbst beschrieb Halloween als ihren „Lieblingstag des ganzen Jahres“. An diesem Tag spielte sie im Kammgarn in Kaiserslautern und dekorierte selbst die Bühne anlässlich des Aktionstages.
Kurz vor Tourbeginn wurde bekannt, dass die Konzerte in Bochum, Magdeburg und Rostock bereits ausverkauft seien.

## Vorprogramm
Während der Tour wurde Juno von zwei Musikerinnen im Vorprogramm begleitet. Mit Ausnahme eines Konzertes spielte die österreichische Singer-Songwriterin Revelle im Vorprogramm. Beim Abschlusskonzert in Cottbus gestaltete die deutsche Popsängerin Ellice das Vorprogramm. Revelle präsentierte eine Setlist, bestehend aus sieben Titeln, während sie sich selbst am Keyboard begleitete. Die meisten Titel entstammten aus ihrem Debütalbum Immer nur Liebe (Juni 2022), hieraus spielte sie die Lieder Erste Liebe, Immer nur Liebe, Kein ja / Kein nein und Weißer Pickup. Das Stück Ich vermiss dich stammte aus der Neuauflage Immer nur Liebe 2.0 (Februar 2023). Dazu kommen der unveröffentlichte Titel Nfnr sowie Hollywood, das im Original vom deutschen Musiker Benne aufgenommen wurde, aber auch im Akustikduett von Benne und Revelle als Single erschien (Januar 2021).
Setlist: Revelle
1. Ich vermiss dich
2. Weißer Pickup
3. Erste Liebe
4. Kein ja / Kein nein
5. Immer nur Liebe
6. Nfnr
7. Hollywood

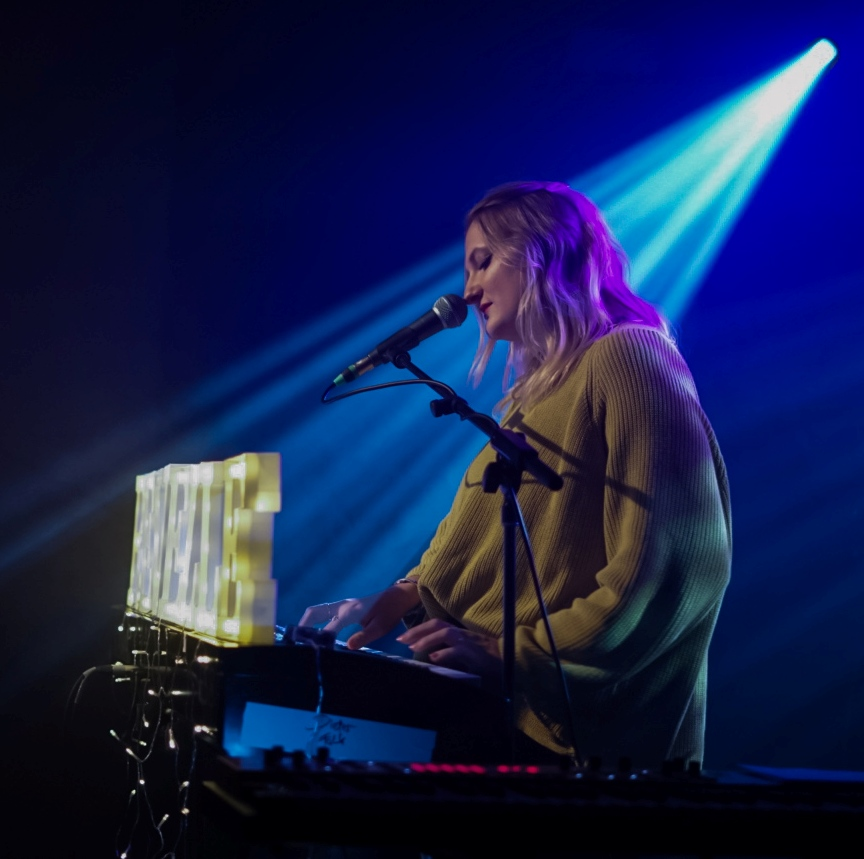
Revelle in Augsburg.
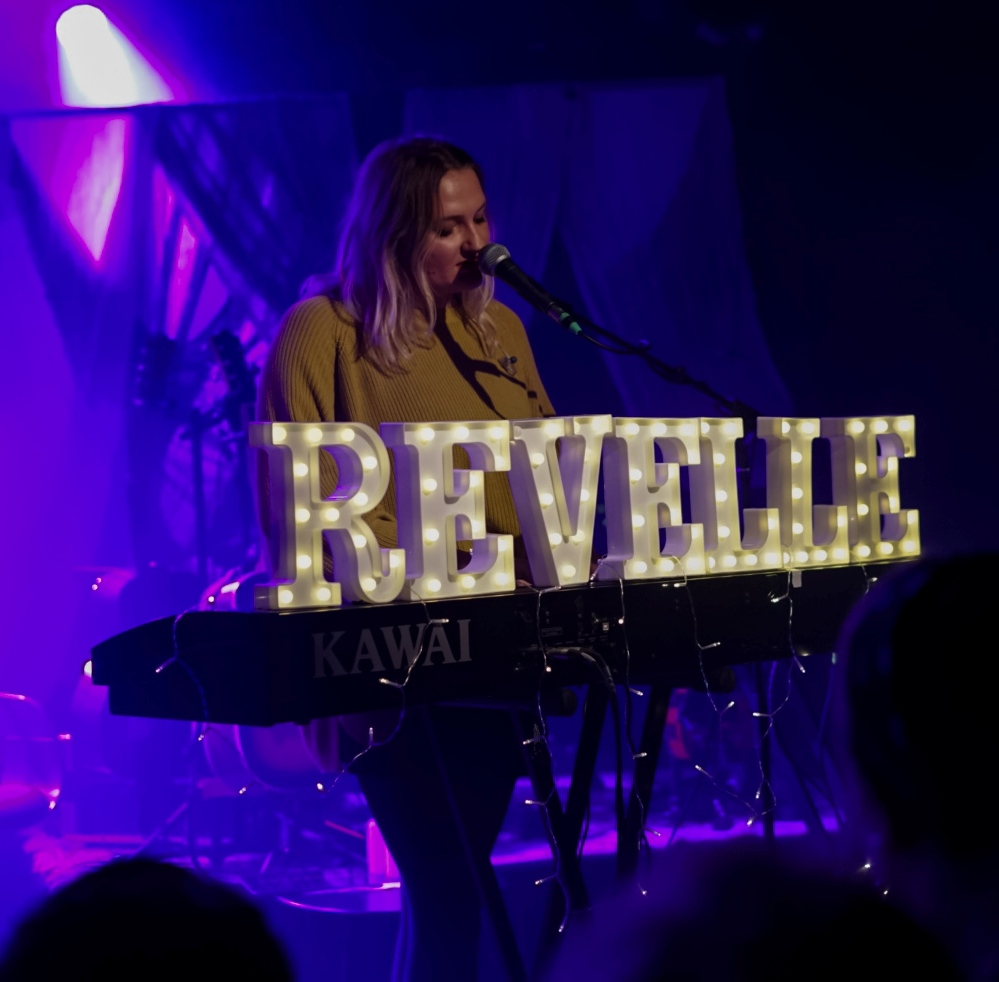

## Begleitband
Die Begleitband während der gesamten Tour bestand aus Sebastian Henzl am Keyboard sowie Wieland Stahnecker (Blinker) an der Gitarre und Perkussion. Während Henzl fester Bestandteil von Junos Liveband ist und nach  der Salvation Tour (2016), DNA Tour (2017/18), Was bleibt Tour (2019), Besser kann ich es nicht erklären Tour (2022) sowie Sommer, Sonne, Festivals 2023 die sechste Konzertreihe mit ihr spielte, ist es für Blinker die erste Tournee mit Juno. Dieser arbeitete jedoch bereits mit Juno für ihr vorangegangenes Studioalbum Besser kann ich es nicht erklären (2022) zusammen und veröffentlichte mit ihr die gemeinsame Single Alles schon okay (2022).
Erstmals spielte Juno eine komplette Konzertreihe ohne ihren Gitarristen Joschka Bender, dieser begleitete sie seit ihrer ersten Headliner-Tour im Jahr 2014 (The Unknown Tour) und ist darüber hinaus an diversen Produktionen, in verschiedenen Funktionen, beteiligt gewesen. Es handelt sich darüber hinaus um die kleinste Besetzung seit der letzten Akustiktour im Jahr 2019, als Juno lediglich von Bender begleitet wurde.
Madeline Juno und Band in Augsburg

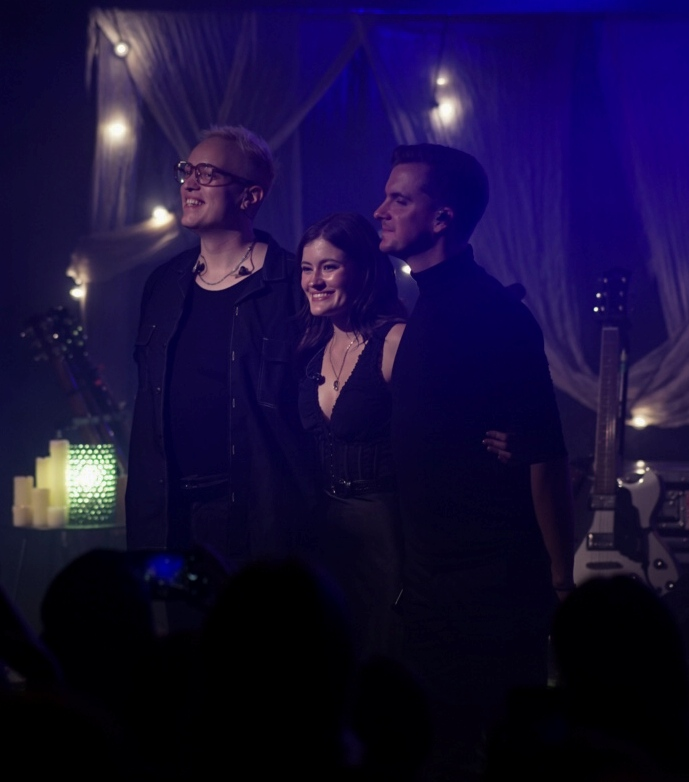
Madeline Juno und Band
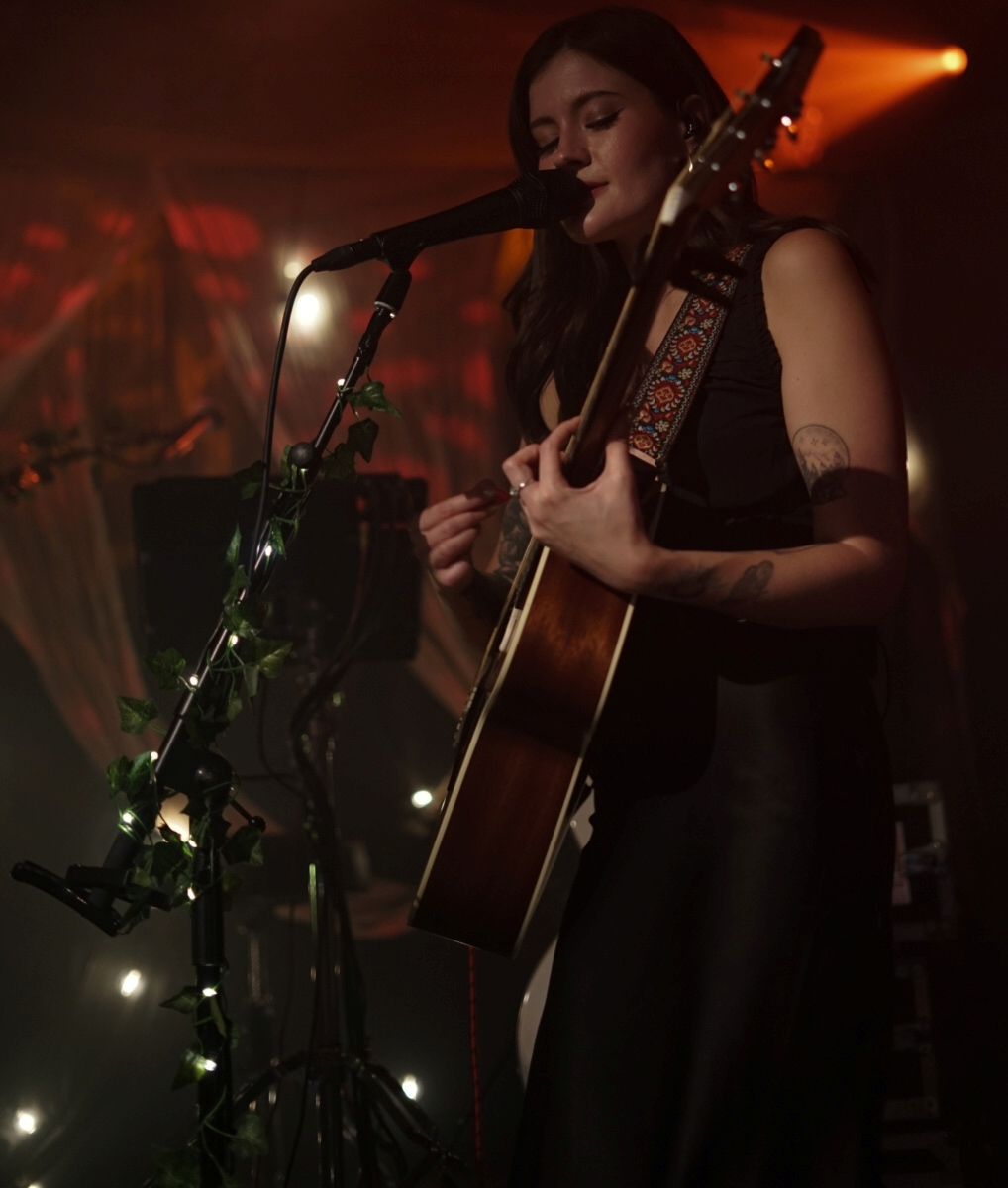
Madeline Juno
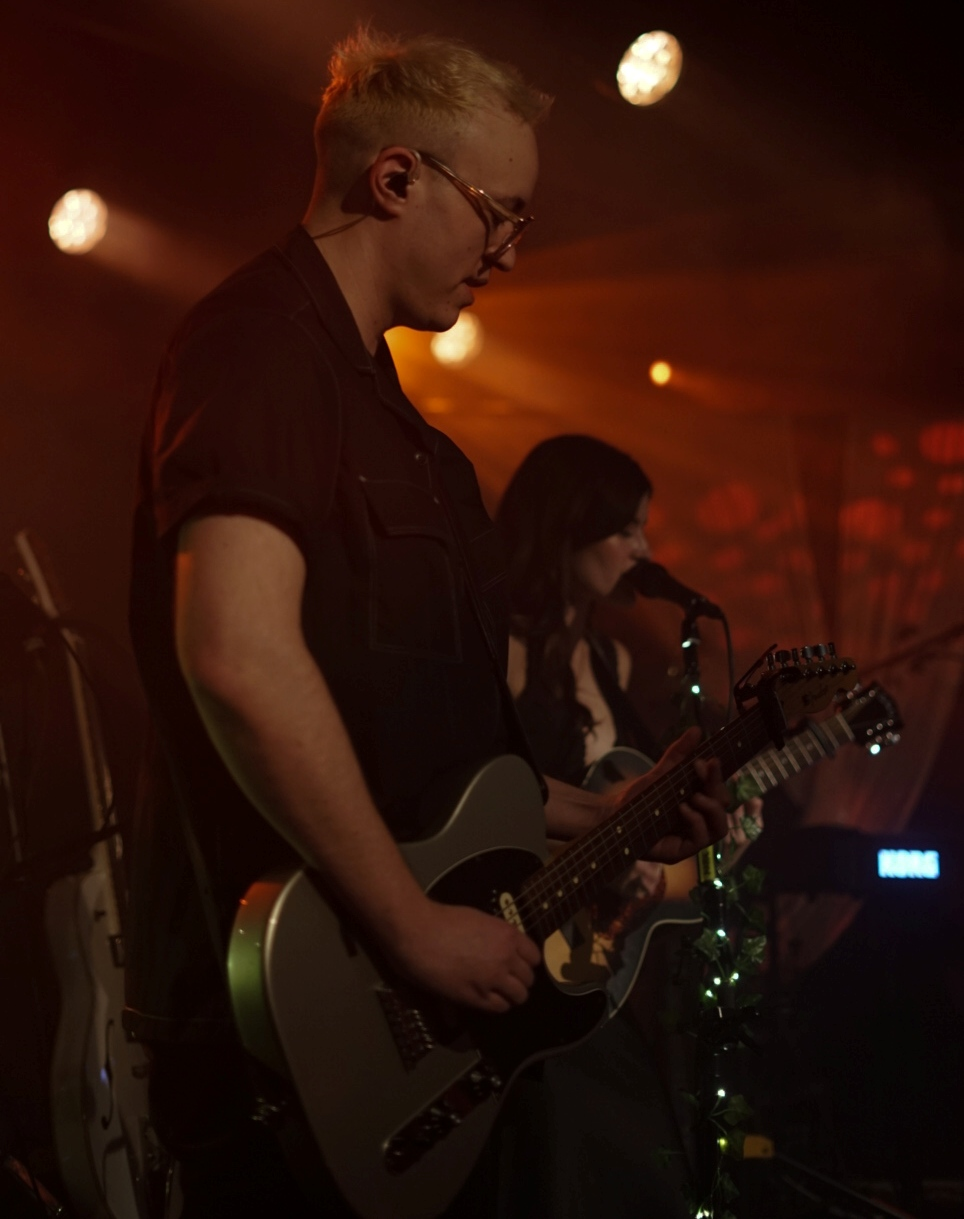
Blinker
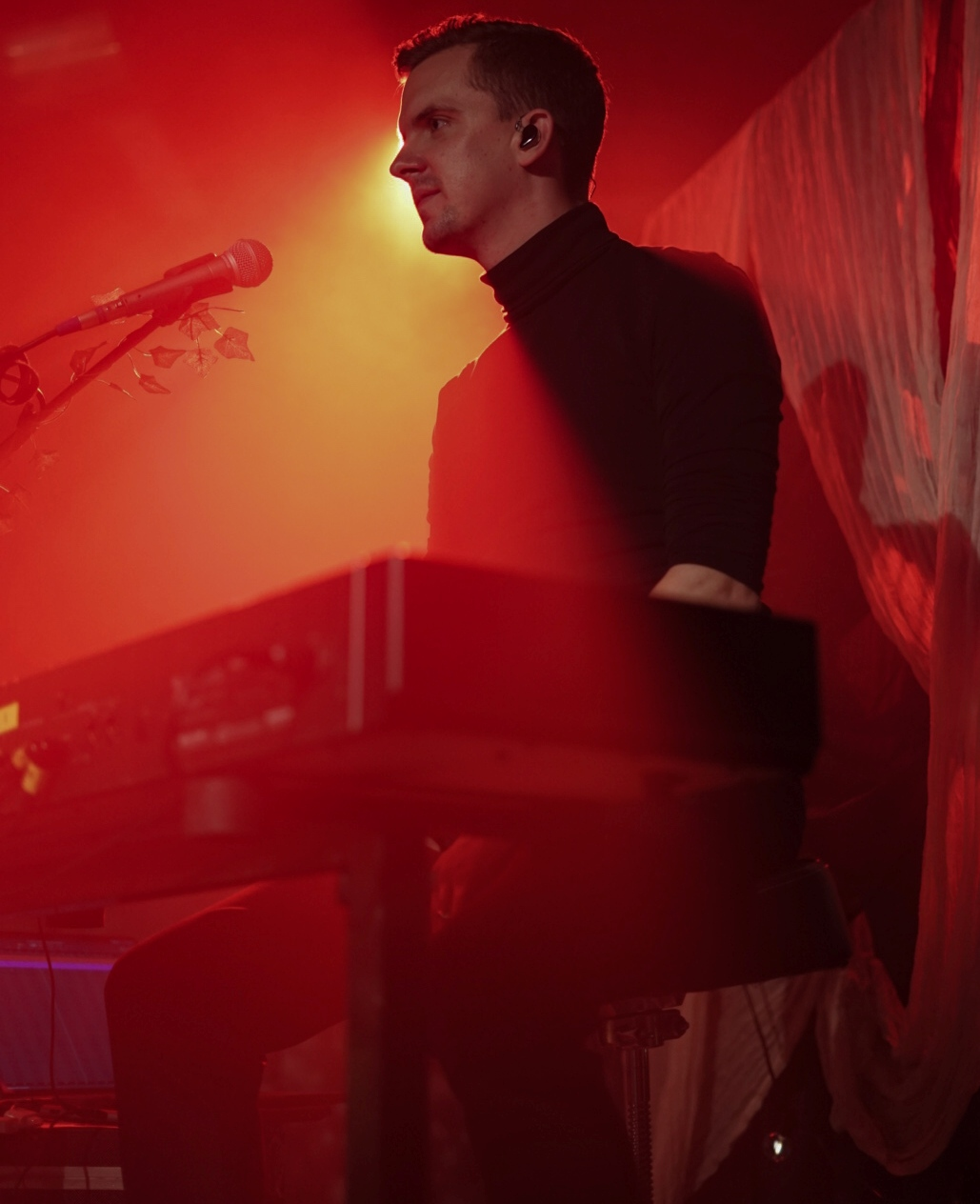
Sebastian Henzl

## Tourdaten

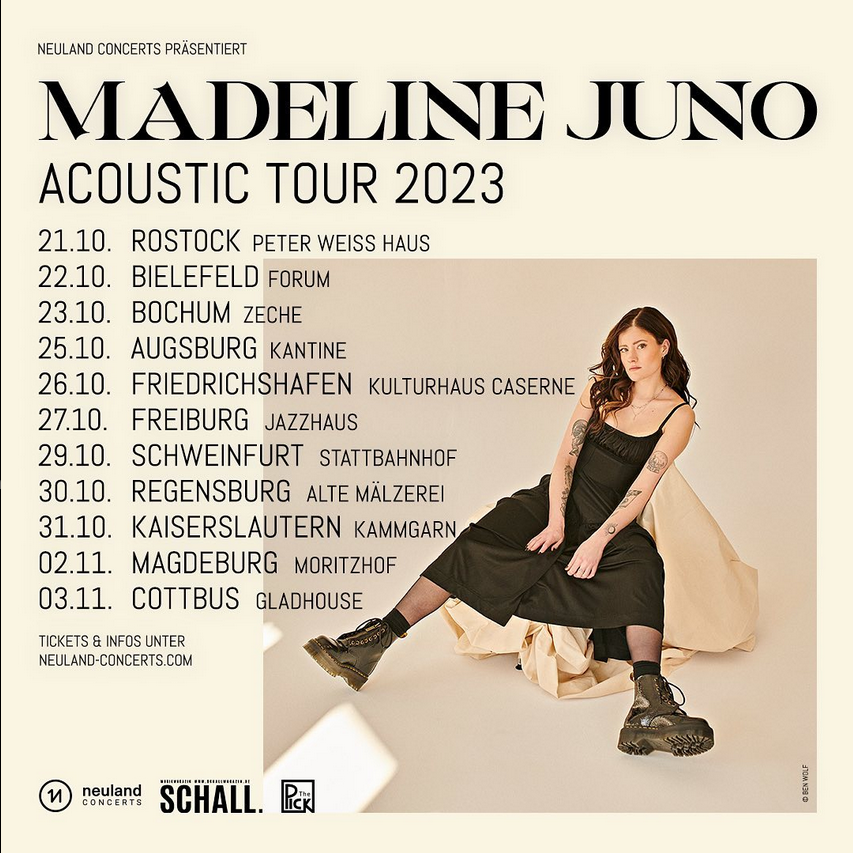
Tourplakat

| Datum            | Stadt                | Veranstaltungsort       | Land        |
| ---------------- | -------------------- | ----------------------- | ----------- |
| 21. Oktober 2023 | Rostock              | Peter-Weiss-Haus        | Deutschland |
| 22. Oktober 2023 | Bielefeld            | Forum                   | Deutschland |
| 23. Oktober 2023 | Bochum               | Zeche                   | Deutschland |
| 25. Oktober 2023 | Augsburg             | Kantine                 | Deutschland |
| 26. Oktober 2023 | Friedrichshafen      | Kulturhaus Caserne      | Deutschland |
| 27. Oktober 2023 | Freiburg im Breisgau | Jazzhaus                | Deutschland |
| 29. Oktober 2023 | Schweinfurt          | Kulturhaus Stadtbahnhof | Deutschland |
| 30. Oktober 2023 | Regensburg           | Alte Mälzerei           | Deutschland |
| 31. Oktober 2023 | Kaiserslautern       | Kulturzentrum Kammgarn  | Deutschland |
| 2. November 2023 | Magdeburg            | Kulturzentrum Moritzhof | Deutschland |
| 3. November 2023 | Cottbus              | Gladhouse               | Deutschland |

## Setlist
Während der Tour präsentierte Juno zusammen mit ihrer Begleitband 19 unterschiedliche Titel. Das Hauptprogramm bestand dabei aus 15 Liedern, dazu kamen mit Neukölln, Nicht ich, 99 Probleme und Grund genug vier Titel während der Zugabe. Das Repertoire bestand aus einem popmusikalischen Set, welches in akustischer Form dargeboten wurde. Es war nach der vorangegangenen Was bleibt Tour, Besser kann ich es nicht erklären Tour und den Sommer, Sonne, Festivals 2023 die vierte Konzertreihe von Juno, die ohne einen englischsprachigen Titel auskam.
Die Setlist bestand mit neun Titeln etwa zur Hälfte aus Stücken von Junos letztem Studioalbum Besser kann ich es nicht erklären (2022) sowie einigen älteren Veröffentlichungen und einigen Neuveröffentlichungen. Aus dem Präsentationsalbum entfielen die sechs Titel: Es hat sich gelohnt, Jedes Mal, Normal fühlen, Plot Twist, Sommer, Sonne, Depression und Über Dich. Bereits bei den vorherigen beiden Tourneen, bei denen Besser kann ich es nicht erklären ebenfalls das Präsentationsalbum stellte, verzichtete Juno auf Plot Twist, das somit nie Teil einer Tour war. Aus dem vorangegangenen Studioalbum Was bleibt (2019) spielte Juno mit Grund genug einen Titel. Dazu kommen mit Schatten ohne Licht ein Titel aus Junos erstem deutschsprachigen Studioalbum DNA (2017) sowie mit Waldbrand aus der gleichnamigen EP (2016) ein Titel aus ihrem ersten deutschsprachigen Tonträger. Damit spielte Juno während der Tour mindestens einen Titel aus allen deutschsprachigen Alben seit 2016. Einzig aus ihren beiden englischsprachigen Alben The Unknown (2014) und Salvation (2016) spielte sie keinen Titel.
Darüber hinaus präsentierte Juno sieben Titel aus ihrem kommenden Studioalbum. Die Titel Ich sterbe zuerst (März 2023), Murphy’s Law (Mai 2023), Lovesong (Juli 2023) und Gewissenlos (September 2023) erschien bereits vor Tourbeginn als Singles. Bei den Liedern Nicht ich, Sad Girl Shit und Was weiß ich schon handelte es sich um bis dato unveröffentlichte Titel. Während der Tour wurde Juno von Fanaktionen überrascht, in denen sie zwei Umschläge mit alten Liedern überreicht bekam, mit der Bitte einen der Titel zu singen, so sang sie unter anderem in Kaiserslautern eine Kurzversion von Vor dir, aus dem Album Was bleibt.
Setlist (Bochum):
1. Vermisse gar nichts
2. Lovesong
3. Gewissenlos
4. Ich sterbe zuerst
5. Du fändest es schön
6. Obsolet
7. Schatten ohne Licht
8. Sad Girl Shit
9. Waldbrand
10. Lass mich los
11. Murphy’s Law
12. Was weiß ich schon
13. Nur kurz glücklich
14. Tu was du willst
15. November

Zugabe:
1. Neukölln
2. Nicht ich
3. 99 Probleme
4. Grund genug